# Phycitinae
Sous-famille
Synonymes
- Anerastiinae[2]
- Hypsotropinae[2]
- Peoriinae[2]

Les Phycitinae sont une sous-famille de lépidoptères (papillons) de la famille des Pyralidae. C'est dans cette sous-famille que sont classées de nombreuses « mites » ou « teignes » infestant les produits alimentaires, comme Plodia interpunctella (la Teigne des fruits secs), Ephestia kuehniella (la Teigne de la farine) et Ephestia elutella (la Teigne du cacao).

## Galerie

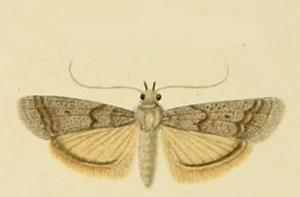
Pararotruda nesiotica.
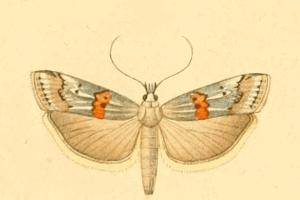
Pempelia alpigenella.

## Liste des tribus et des genres
Selon BioLib (13 octobre 2020) :